# Magna Plaza
Magna Plaza est un centre commercial situé dans le centre-ville d'Amsterdam, aux Pays-Bas. Il fut aménagé dans les locaux de l'ancien bureau central des postes de la ville construit par l'architecte Cornelis Peters (nl) entre 1895 et 1899 dans les styles néogothique et néorenaissance hollandaises.
En 1987, la poste néerlandaise décide de vendre le bâtiment à un promoteur immobilier suédois pour la somme d'environ 3,2 millions € avec obligation faite à ce dernier de conserver l'essentiel des éléments architecturaux d'origine. Sa reconversion en centre commercial a été effectuée à la suite de travaux qui ont débuté en février 1991 et qui furent confiés l'architecte Hans Ruijssenaars (nl). Le Magna Plaza a été inauguré le 27 août 1992.